# Korssjön, Medelpad
Korssjön är en sjö i Bräcke kommun i Medelpad och ingår i Ljungans huvudavrinningsområde. Sjön har en area på 0,373 kvadratkilometer och ligger 478 meter över havet. Sjön avvattnas av vattendraget Korssjöbäcken.

## Delavrinningsområde
Korssjön ingår i det delavrinningsområde (695539-150745) som SMHI kallar för Utloppet av Norstjärnen. Medelhöjden är 476 meter över havet och ytan är 5,01 kvadratkilometer. Det finns inga avrinningsområden uppströms utan avrinningsområdet är högsta punkten. Korssjöbäcken som avvattnar avrinningsområdet har biflödesordning 5, vilket innebär att vattnet flödar genom totalt 5 vattendrag innan det når havet efter 183 kilometer. Avrinningsområdet består mestadels av skog (90 procent). Avrinningsområdet har 0,38 kvadratkilometer vattenytor vilket ger det en sjöprocent på 7,6 procent.